# Трейсі Літтл
Трейсі Літтл (англ. Tracy Little, 26 листопада 1985) — канадська плавчиня.
Учасниця Олімпійських Ігор 2008, 2012 років.
Призерка Чемпіонату світу з водних видів спорту 2011 року.
Переможниця Панамериканських ігор 2011 року, призерка 2007 року.